# Hitler's Harlot
Hitler's Harlot és una pel·lícula pornogràfica de sexplotació i nazisploitation estatunidenca del 1973 dirigida per Hy Del.

## Argument
Dos agents de la Divisió de Policia de les SS han de fer tot el possible per descobrir la identitat d'un home que s'amaga sota el pseudònim de "John Paul". Aquest home, que també és el líder de la resistència, és considerat responsable d'una explosió en una fàbrica. Per això una sàdica dominatrix de les SS interroga i tortura a tres noies per tal de treure'ls informació sobre John Paul.

## Repartiment
- Nancy Martin - Dominatrix de les SS (com Ingrid Rob)
- Larry Barnhouse - Karl (com Hans Lasch)
- Billi Best - presonera rossa
- April Grant - presonera amb trenes (com Maria Schell)
- Gordon Freed - presoner (com Fred Marks)
- Stef Eisen} - Últim presoner amb el comandant
- Ginger Lee Hawkins - Hostatge nazi